# Need for Speed: High Stakes (видео игра)
Need for Speed: High Stakes (срп.: Потреба за брзином: Високи улози), на европском тржишту позната као "Need for Speed: Road Challenge" (срп.: Потреба за брзином: Улични изазов) је четврта видео игра у серијалу "Need for Speed". 

## Радња
Need for Speed: High Stakes је четврта игра у серијалу "Need for Speed". Игра је објављена 1999. године за PlayStation конзолу, а неколико мјесеци касније је објављена и верзија за Microsoft Windows. Игра је порепознатљива по егзотичним аутомобилима који су популарни у западној Европи и Сјеверној Америци. У овом издању се по први пут у току играња појављују оштећења на возилима начињена неправилном вожњом, што је касније постало стандард за многе друге видео игре. High Stakes по први пут уводи "career" начин играња, гдје играч обавља задатке у борби против других возила којим управља сама конзола. Поред стандардне трке, у овој верзији се по први пут јављају нови типови вожње - трка против сопственог временског рекорда и бјежање од полиције. Оштећења на возилима немају само визуелне посљедице, већ знатно утичу и на перформансе изабраног возила.

## Реакције публике
Need for Speed: High Stakes је имала позитивне реакције играча, посебно због иновација, као што су оштећења на возилима, прилагођавање возила и нови начин играња - прелажење, као и због узбудљивих полицијских потијера. Сајт који се бави оцјењивањем видео игара "Game Rankings" је овој видео игри дао оцјену 86/100, док је верзија за Windows рачунаре добила оцјену 83/100. Јапански сајт за оцјењивање видео игара "Famitsu" је верзији за PlayStation дао оцјену 30/40, док је у Великој Британији званични PlayStation магазин игру оцијенио оцјеном 8/10.
"CNET Gamecenter" је ову игру прогласио најбољом тркаћом игром у 1999. години.